# Carlo Massoni
Carlo Massoni (Sant'Antioco, 9 giugno 1914 – Piacenza, 12 giugno 2010) è stato un generale italiano, artigliere paracadutista e Medaglia d'Argento al Valor Militare. È stato tra i primi paracadutisti italiani ed ha combattuto nel 1942 ad El Alamein, durante la seconda guerra mondiale, con la 185ª Divisione paracadutisti "Folgore".

## Artigliere paracadutista

Carlo Massoni prima di un lancio, Cerveteri 1940

Carlo Massoni ed Edilia Costa fidanzati, Cagliari 1940

Lancio con paracadute IF-41/SP, Tarquinia 1941

Dopo gli studi di ragioneria, il 5 luglio 1937 entra nell'Esercito come ufficiale di complemento di artiglieria con il grado di sottotenente, passando poi per concorso, il 31 luglio 1940, in servizio permanente effettivo, assegnato dapprima al 16º Reggimento artiglieria a Cagliari e poi al 13º Raggruppamento artiglieria contraerea.
È tra i primi volontari ad entrare nel 1940 nella Scuola Nazionale di Paracadutismo di Tarquinia e, quindi, nella neonata 185ª Divisione paracadutisti "Folgore", costituita il 1º settembre 1941, alla quale il nome di "Folgore" viene aggiunto nel luglio 1942, con l'impiego in Africa settentrionale; il suo brevetto di paracadutista del 9 agosto 1941 porta il numero 41 (lanci di qualifica effettuati con paracadute tipo IF-41/SP).
È tra i fondatori del I Gruppo Artiglieria Paracadutisti, costituito ufficialmente il 28 agosto 1941, che poi, con l'approntamento di altri due Gruppi, il 1º luglio 1942 dà origine al 1º Reggimento Artiglieria Paracadutisti, il quale, con l'arrivo in Africa della Divisione, assume la denominazione di 185º Reggimento artiglieria paracadutisti "Folgore". Il Reggimento, nel 1963, viene decorato di Medaglia d'Oro al Valor Militare per le eroiche gesta di El Alamein.
Con la Divisione "Folgore", dapprima destinata in Puglia in previsione della poi non attuata occupazione di Malta, nel luglio del 1942 da Lecce giunge via aerea in Africa Settentrionale.

## El Alamein
Ad El Alamein, dove la 185ª Divisione paracadutisti "Folgore", al comando del generale Enrico Frattini, presidia l'estremo sud del fronte, confinando con la depressione di Qattara, è inizialmente vice-comandante della 2ª Batteria controcarro del I Gruppo del 185º Reggimento artiglieria paracadutisti "Folgore", comandato dal colonnello Ernesto Boffa, e poco dopo, promosso al grado di tenente, prende il comando della 1ª Batteria, a Quota 105, con quattro pezzi controcarro da 47/32.
La moglie Edilia Costa, con la quale si era sposato a Cagliari l'11 settembre 1941, con una lettera gli comunica la nascita, il 20 settembre 1942, del figlio Massimo; evento che viene festeggiato da tutti i componenti della Batteria. Ed è proprio in uno degli ultimi giorni di settembre che ha modo di centrare quello che viene definito il “colpo giusto”, il più ambito dei successi per un artigliere, per di più su di un bersaglio lontano, difficilmente visibile ed in movimento: “Davanti alla sua postazione, a distanza di tiro, vi erano alcune basse ondulazioni oltre le quali automezzi avversari si spostavano parallelamente al fronte, risultando visibili due volte in corrispondenza di altrettante aperture fra i rilievi. Osservando attentamente, constatò che il tempo fra la prima e la seconda apparizione era praticamente costante. Dopo un rapido calcolo, aspettò allora di vedere un autocarro al primo varco e, nell'istante precedentemente calcolato, sparò un colpo in corrispondenza del secondo varco riuscendo a centrare il suo bersaglio mobile giunto nel frattempo sulla traiettoria del proietto.”
Il 23 ottobre, seconda battaglia di El Alamein, le soverchianti forze alleate sferrano l'attacco. Nei suoi appunti di guerra annota che alle “ore 20,30 inizia il bombardamento” dell'artiglieria nemica, seguito dall'avanzata dei loro carri armati, contro i quali dalla Batteria, con l'unico pezzo rimasto ormai efficiente, il terzo, vengono sparati circa 200 colpi, colpendone una ventina; vengono anche catturati e fatti medicare, perché feriti, due ufficiali e cinque soldati inglesi, che durante la notte si erano avvicinati in avanscoperta. I suoi artiglieri “si battono tutta la notte. Hanno tirato contro i carri, hanno tirato contro le pattuglie che s’infiltravano”. “I superstiti della batteria resistettero per otto ore di lotta feroce, mentre le posizioni contigue erano già state annientate”. Nel libro Ritorno a El Alamein viene citato con questa sua frase: “Il comportamento degli artiglieri ai miei ordini, durante il combattimento, fu superiore a qualsiasi elogio. In ogni circostanza agirono con spirito straordinario, quasi si stessero divertendo. Si dimostrarono anche assai abili in ogni frangente, sia nella manovra del pezzo o in combattimento ravvicinato, sia nel sapersi efficacemente mascherare quando le cose volsero a nostro sfavore.”
Intorno alle ore 15 del 24 ottobre due carri armati nemici sono a ridosso della postazione italiana e, avendo esaurite le munizioni controcarro, egli dà ordine di ammucchiare le armi individuali vicino al pezzo e di far saltare tutto con l'ultima bottiglia incendiaria rimasta. In questo frangente, uno schizzo di liquido incendiario raggiunge un ufficiale inglese prigioniero, che viene avvolto dalle fiamme e prontamente gli si butta addosso facendolo rotolare sulla sabbia, salvandogli così la vita. Subito dopo avanza orgogliosamente e risolutamente a piedi, disarmato, senza alzare le mani né bandiera bianca, verso i due carri armati, che si fermano. Da un carro armato scende un ufficiale inglese, che gli si fa incontro e, trovatisi di fronte, si scambiano il saluto militare. Ancora nei suoi appunti di guerra annota: “ore 15,30 catturato” ed in una lettera alla moglie, inviata dalla prigionia il 3 novembre 1942, scrive: i “due ufficiali inglesi catturati la notte precedente si sono messi sull'attenti e mi hanno salutato militarmente e complimentato per il comportamento valoroso dei soldati che erano con me”. Rimane prigioniero di guerra degli inglesi (matricola n. 355442) per quattro anni: prima, per un mese, in Egitto (Alessandria e Geneifa) e poi nel campo n. 26 a Yol, in India, dopo un viaggio via mare di 20 giorni da Suez a Bombay.

Carlo Massoni prima di un lancio - Guidonia 1954

## Dopoguerra

Stemma del 41º Reggimento Artiglieria C.C. "Folgore"

Rientrato dalla prigionia il 4 aprile 1946, entra a far parte, con il grado di tenente, del 33º Reggimento Artiglieria da Campagna ricostituito a Pisa il 1º febbraio 1947 e quindi, con il grado di capitano, del 41º Reggimento Artiglieria da Campagna Controcarri (entrambi i Reggimenti incorporati nella Divisione “Folgore”), ricostituito a Firenze il 1º maggio 1947, poi trasferito nel successivo mese di giugno a Bassano del Grappa e quindi, il 1º luglio 1951, a Padova dove venne rinominato (in data 10 aprile 1952) 41º Reggimento Artiglieria Pesante Campale, trovandosi nuovamente al comando del colonnello Ernesto Boffa, già comandante del 185º Reggimento artiglieria paracadutisti "Folgore" ad El Alamein, il quale aveva chiamato a sé alcuni reduci dell'epica battaglia. Dal 12 febbraio 1953 al 15 ottobre 1963, con il grado di capitano prima e di maggiore poi, comanda il Nucleo Paracadutisti di Osservazione Tiro Contro Costa, in servizio presso la Squadra Navale della Marina Militare Italiana a Taranto, dove, dopo essere stato in precedenza decorato con la Croce al merito di guerra, il 16 ottobre 1955 gli viene conferita la Medaglia d'Argento al Valor Militare. Dopo il periodo di comando di Gruppo, con il grado di tenente colonnello, presso il 6º Reggimento Artiglieria Pesante Campale a Piacenza dal 1963 al 1966, rientra alla Brigata Paracadutisti "Folgore" a Livorno, per rimanervi fino al collocamento a riposo, con il grado di Generale di Divisione.
Trasferitosi prima a Napoli e poi a Roma, nel 2005, per avvicinarsi ai figli, va ad abitare a Piacenza, dove viene a mancare il 12 giugno 2010. Alle esequie è presente il colonnello Stefano Mannino, comandante del 185º Reggimento paracadutisti ricognizione acquisizione obiettivi "Folgore" di Livorno, unitamente ad un picchetto dell'8º Reggimento Genio Guastatori Paracadutisti di Legnago e ad uno del 2º Reggimento genio pontieri di Piacenza; ha presenziato anche un picchetto con labaro della sezione di Piacenza dell'Associazione Nazionale Paracadutisti d'Italia.

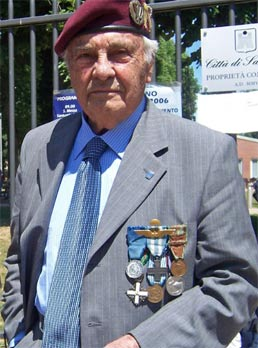
Carlo Massoni ad un raduno di paracadutisti - Saronno 2006

Nel 2011, in base ai rilevamenti effettuati dalla Società Italiana di Geografia e Geologia Militare (S.I.G.G.Mi.), viene deposto un cippo in sua memoria nel deserto di El Alamein, nel punto dove era posizionata la sua Batteria.
Nel 2024 l’Amministrazione Comunale della sua città nativa, Sant’Antioco, gli intitola un'ampia area verde alle porte della città, sul lungomare.